# Xanthopeltis
Xanthopeltis — рід грибів родини Teloschistaceae. Назва вперше опублікована 1949 року.

## Класифікація
До роду Xanthopeltis відносять 1 вид:
- Xanthopeltis rupicola